# 君は五番目の季節
「君は五番目の季節」（きみはごばんめのきせつ）は、森山直太朗10枚目のシングル。2006年3月1日発売。発売元はユニバーサルミュージック。

## 概要
DVD付初回限定盤と通常盤の2形態で発売。同名ツアー「君は五番目の季節」で披露された楽曲を音源化。御徒町凧の書いた縦書きの詩の世界観を元に制作。

## 収録曲
全曲　作詞・作曲：森山直太朗/御徒町凧
1. 君は五番目の季節　編曲：田中義人
2. SHARAKUSAY　編曲：田中義人/DONQ

初回限定盤DVD
1. 配信限定楽曲「12月」ミュージック・ビデオ
2. 森山直太朗コンサート・ツアー 2005～2006＜君は五番目の季節＞追加公演ショート・ドキュメンタリー